# Eswatini aux Jeux olympiques d'été de 2020
L'Eswatini participe aux Jeux olympiques de 2020 à Tokyo au Japon. Il s'agit de sa 10e participation à des Jeux d'été.

## Athlètes engagés
| Sport      | Hommes | Femmes | Total |
| ---------- | ------ | ------ | ----- |
| Athlétisme | 1      | 0      | 1     |
| Boxe       | 1      | 0      | 1     |
| Natation   | 1      | 1      | 2     |
| Total      | 3      | 1      | 4     |

## Résultats

### Athlétisme
L'Eswatini bénéficie d'une place attribuée au nom de l'universalité des Jeux. Sibusiso Matsenjwa dispute le 200 mètres masculin.
| Athlète            | Épreuve | Séries     | Séries | Demi-finales | Demi-finales | Finale  | Finale  |
| Athlète            | Épreuve | Temps      | Rang   | Temps        | Rang         | Temps   | Rang    |
| ------------------ | ------- | ---------- | ------ | ------------ | ------------ | ------- | ------- |
| Sibusiso Matsenjwa | 200 m   | 20 s 34 NR | 2e     | 20 s 22 NR   | 5e           | Éliminé | Éliminé |

### Boxe
Le comité national a bénéficié d'une invitation tripartite émis par la Association internationale de boxe amateur.
| Athlète               | Catégorie              | 1/16e de finale             | 1/8e de finale      | Quart de finale     | Demi-finale         | Finale              | Rang    |
| Athlète               | Catégorie              | Adversaire Résultat         | Adversaire Résultat | Adversaire Résultat | Adversaire Résultat | Adversaire Résultat | Rang    |
| --------------------- | ---------------------- | --------------------------- | ------------------- | ------------------- | ------------------- | ------------------- | ------- |
| Thabiso Selby Dlamini | Poids welters (-69 kg) | Albert Mengue Défaite (RSC) | Éliminé             | Éliminé             | Éliminé             | Éliminé             | Éliminé |

### Natation
L'Eswatini bénéficie de deux places attribuées au nom de l'universalité des Jeux.
| Athlète     | Épreuve                  | Séries  | Séries | Demi-finales | Demi-finales | Finale   | Finale   |
| Athlète     | Épreuve                  | Temps   | Rang   | Temps        | Rang         | Temps    | Rang     |
| ----------- | ------------------------ | ------- | ------ | ------------ | ------------ | -------- | -------- |
| Mark Hoare  | 50 m nage libre masculin | 26 s 94 | 63e    | Éliminé      | Éliminé      | Éliminé  | Éliminé  |
| Robyn Young | 50 m nage libre féminin  | 30 s 41 | 70e    | Éliminée     | Éliminée     | Éliminée | Éliminée |